# Aquilaria cumingiana
Espèce
Classification phylogénétique
Statut de conservation UICN

 VU  : Vulnérable
Aquilaria cumingiana est une espèce de plantes du genre Aquilaria de la famille des Thyméléacées.